# Amarcord
Amarcord é um filme de produção franco-italiana de 1973, do gênero comédia dramática, dirigido pelo cineasta italiano Federico Fellini. O título Amarcord é uma referência à tradução fonética da expressão a m' arcord (eu me lembro), usada na região da Emilia-Romagna, onde o diretor nasceu. Federico Fellini sempre negou que o filme fosse uma autobiografia, mas reconhecia que existiam semelhanças com a sua própria infância em Rimini.
Apesar de lançado em 1973, Amarcord teve seu lançamento nos Estados Unidos apenas  em 1976. São destaques no filme a trilha sonora de Nino Rota e o figurino de Danilo Donati. Foi considerado pelo New York Times como um dos 1000 melhores filmes do mundo.

## Sinopse
Através dos olhos do personagem Titta, o diretor Federico Fellini revê a sua vida familiar, a religião, a educação e a política dos anos 30, época do fascismo.
Fala dos sonhos de um outro mundo, sonhos alimentados pelos turistas de um hotel de luxo, por um transatlântico que por ali passa, pelo cinema e pelo início do fascismo.
Entre os personagens estão o pai e a mãe de Titta; um padre que escuta confissões só para dar asas à sua imaginação anticonvencional; Gradisca, a cabeleireira; a mulher da tabacaria; Volpina, a ninfomaníaca; o tocador de acordeão cego, entre outras personalidades do povoado.
Durante o filme é possível perceber duras críticas e denúncias ao regime de Benito Mussolini, que, décadas depois, ainda havia deixado marcas na sociedade italiana. Em uma das sequências do filme, o diretor retrata a nociva influência do fascismo ao mostrar o vilarejo reunido para uma passeata em homenagem ao “Duce”, mas que é coberta por uma escura e grossa cortina de fumaça. Em outra sequência, a educação fascista é mostrada como intensamente preocupada com a ordem e a forma quando os professores elogiam a disciplina dos jovens, que são obrigados a fazerem saudações com armas e bambolês repetidamente. A paranoia e a brutalidade do regime também são denunciados quando o pai de Titta é torturado e interrogado por supostamente tocar L'Internationale em um gramofone.

## Elenco
- Pupella Maggio — Miranda Biondi
- Armando Brancia — Aurelio Biondi
- Magali Noël — Gradisca
- Ciccio Ingrassia — Teo
- Nando Orfei — Pataca
- Luigi Rossi — advogado
- Bruno Zanin — Titta Biondi
- Gianfilippo Carcano — Don Baravelli
- Josiane Tanzilli — Volpina

## Principais prêmios e indicações
Oscar 1975 (EUA)
- Venceu na categoria de melhor filme estrangeiro.

Oscar 1976 (EUA)
- Indicado nas categorias de melhor diretor e melhor roteiro original.

Globo de Ouro 1975 (E.U.A.) 
- Indicado na categoria de melhor filme estrangeiro.

Prêmio Bodil 1975 (Dinamarca)
- Venceu na categoria de melhor filme europeu.

Prêmio David di Donatello 1974 (Itália)
- Venceu na categoria de melhor diretor e melhor filme.

Prêmio NYFCC 1974 (EUA)
- Venceu nas categorias de melhor filme e melhor diretor.